# Aliens vs. Predator (videogioco)
Aliens vs Predator (abbreviato in AvP, conosciuto anche come Aliens vs. Predator 2010 o Aliens vs. Predator 3 per distinguerlo dall'omonimo primo capitolo della saga di videogames) è un videogioco sparatutto in prima persona sviluppato da parte di Rebellion Developments, già autori di altri due titoli dedicati al franchise. Il gioco è stato pubblicato da SEGA il 16 febbraio 2010 negli Stati Uniti e il 19 febbraio in Europa.

## Modalità di gioco
(Tagline del videogioco)
In un futuro prossimo, presumibilmente dopo gli avvenimenti di Alien, la Weyland-Yutani ha installato sul pianeta conosciuto come BG-386 le fondamenta di una nuova colonia, nel mentre esplora le antiche rovine predator e cerca di trarne una nuova energia e tenta di utilizzare gli xenomorfi come armi biologiche, usando i propri dipendenti come cavie: ma, appena aperta la porta di una piramide dei cacciatori, la corrente ha un crollo e gli alieni riescono a fuggire e ad infestare l'intera base. Alcune squadre di Marine vengono inviate per fermare l'infestazione, ma si troveranno a combattere non solo contro centinaia di xeno sempre più aggressivi, ma anche contro gli androidi da combattimento della compagnia, che non vuole interferenze da parte dei militari: contemporaneamente alcuni cacciatori yautja (Predator) sbarcano sul pianeta e fanno strage di entrambe le razze, al fine di fermare la Weyland Yutani dal suo proposito di catturare la loro avanzata tecnologia. Quale fra le tre razze riuscirà a prevalere sulle altre e a garantire la sopravvivenza della propria?

### Marine (umani)
In Modalità Singleplayer il protagonista è un marine coloniale degli Stati Uniti, matricola 2427-88, alias "Recluta". Il soldato mentre molti dei suoi commilitoni vengono massacrati, combatterà contro gli xenomorfi e ucciderà perfino la regina: successivamente, aiutato da un androide della Weyland Yutani ribellatosi ai suoi superiori, salva una sua compagna dagli alieni ed entra nel laboratorio segreto della compagnia, dopo aver avuto uno scontro con un predator e riuscirà a vendicarsi per la morte dei suoi compagni a causa della ambizioni sconsiderate della compagnia. La forza di questa specie sta nella distanza e nella capacità di muoversi in gruppo, meno abile negli scontri corpo a corpo. Gli ambienti illuminati sono tutto per contrastare l'invisibilità del predator e l'abilità nel nascondersi dell'alien. Può servirsi di 6 armi differenti ognuna delle quali ha 2 modalità di fuoco (è in grado di trasportarne 2-3 contemporaneamente):
Pistola VP78munizioni infinite ma danno scarso, può sparare colpi singoli o raffiche da 3
Fucile A Pompa ZX-76mortale a distanza ravvicinata, il fuoco secondario usa entrambe le canne e raddoppia la potenza di fuoco
Fucile A Impulsi M41A/2arma multiuso standard, monta un lanciagranate per il fuoco alternativo
Smartgun M59/Barma pesante e alquanto ingombrante, ha un dispositivo di puntamento semi-automatico
Lanciafiamme M260Bil fuoco secondario permette di spruzzare liquido infiammabile che può essere incendiato in un secondo momento
Fucile Di Precisione M42Carma non troppo veloce ma molto potente, estremamente utile dalla distanza, dotata di mirino telescopico
Il marine ha inoltre nel suo inventario una torcia, alcuni bengala, stimolanti per curarsi e (soprattutto) un rilevatore di movimento che emette dei suoni quando rileva il nemico.

### Predator
In Giocatore Singolo il giocatore veste i panni di uno Yautja giovane appena iniziato alle tecniche della caccia, chiamato dai suoi simili "Novizio", destinato a diventare il nuovo re dei cacciatori. Dark Predator (così si chiama) attraverso la caccia che lo renderà adulto compie ecatombi di umani e alieni, acquisisce nuove armi dai suoi fratelli morti e attiva il meccanismo di autodistruzione della piramide costruita dai suoi antenati, rovinando i piani della Weyaland Yutani e riesce dopo un furioso combattimento ad uccidere il predalien.
Questa razza è la meglio equipaggiata: un dispositivo che rende invisibili; due modalità di visione alternative (una termica per tenere sott'occhio gli umani e una per cacciare gli alien); un Cannone Al Plasma con cui sparare velocemente o caricare il colpo, mirare tramite il puntamento automatico ed infliggere danni devastanti, con un dispendio maggiore di energia; il Parabraccio con lame ai polsi per il corpo a corpo; un Disco Da Battaglia che può essere lanciato e comandato a distanza grazie al mirino laser; una Lancia Composita in grado di eliminare in modo alquanto silenzioso ed efficace (con un colpo solo) sia alien che marine, richiede però una notevole precisione e abilità, specie se il nemico è in movimento; Mine Di Prossimità -posizionabili tramite utilizzo di energia- per tendere trappole ai nemici.
Il predator inoltre può spiccare grandi salti, dispone di una forza superiore rispetto ai marines e all'alien, con cui può prelevare i teschi trofei, inoltre può usare lo zoom per esaminare il terreno di caccia e ha a disposizione i cristalli di salute per curarsi, inoltre può distrarre prede umane con un emettitore di voci. La modalità Concentrazione fornisce importanti indicazioni riguardo al nemico e le armi che esso ha a disposizione.

### Alien
In Giocatore Singolo il giocatore sarà uno Xenomorfo che si rivela, già dal modo in cui "schizza fuori" dal corpo dell'ospite alla nascita, diverso dai suoi simili... È la cavia "Numero 6".
Durante la campagna, Numero 6 aiuterà prima a far scappare la regina e i suoi simili dal laboratorio dove erano rinchiusi per essere usati come armi, successivamente si preoccuperà di massacrare i marines che hanno attaccato il nido, violando le loro basi super fortificate e facendo una strage. Infine penetrerà in un campo della Weyland-Yutani situato in alcune rovine Predator, eliminando, oltre a tutti gli umani e gli androidi, due giovani novizi Predator oltre ad infettarne un Predator élite. Tuttavia alla fine la regina è uccisa e Numero 6 è ricatturata, venendo trasportato su una stazione spaziale, ma riuscirà ancora una volta a liberarsi e a uccidere tutti gli umani, e divenendo così la nuova regina degli Xenomorfi, la "Regina 6".
Questa razza a differenza delle altre due non può contare su un equipaggiamento vero e proprio, ma solo sulla sua forza fisica e la grande agilità, può muoversi molto rapidamente, entrare in stretti condotti di ventilazione e ha la capacità di aggrapparsi ai muri (con un indicatore d'orientamento/salto per segnare la posizione del pavimento per non confondere il giocatore, usato anche come mirino e come indicatore di mimetizzazione), le sue uniche armi sono: gli artigli per attaccare rapidamente nel corpo a corpo; la lunga ed appuntita coda per sferrare pesanti attacchi dalla corta/ravvicinata distanza in grado di rompere la guardia dell'avversario e metterlo in difficoltà. Non trascurabile è il fatto che l'alien è in grado di "percepire" i suoi nemici (mediante i feromoni dei nemici stessi), anche attraverso le pareti, per mezzo di un'aura colorata che compare intorno agli altri: se il colore dell'aura è rosso, colui che l'alien ha percepito è un ostile e costituisce una minaccia. Può inoltre emettere un sibilo per attirare le prede. Per l'alien, poi, non esiste il buio: è capace di vedere anche nell'oscurità più profonda e può fare di ciò un'arma, combinando la sua vista speciale con la mimetizzazione perfetta nell'oscurità, avendo la "pelle" di colore nero lucido. Utile è la modalità Concentrazione.

### Mosse Finali
Aliens e Predators hanno a disposizione anche la Fatality, una mossa finale che consente, dopo aver ferito l'avversario, di finirlo in modo molto scenografico; e la Stealth Kill (uccisione furtiva), che permette di uccidere l'avversario sorprendendolo alle spalle con la semplice pressione di un tasto.
La Fatality e la Stealth Kill, comunque, permettono di uccidere in maniera semplice il nemico, ma prestano il fianco scoperto per alcuni secondi e sono dunque da utilizzare solo se nei paraggi non c'è un altro avversario.

### Extra
In modalità Giocatore Singolo è possibile collezionare alcuni oggetti extra; trovandoli tutti, si guadagneranno gli obiettivi:
Marine - Diario AudioGrazie a queste registrazioni dei dipendenti si viene a conoscenza di segreti riguardanti la colonia Freya's Prospect (proprietà della Weyland-Yutani).
Predator - Cinture TrofeoSi tratta di cinture che gli antenati Yautja hanno disseminato sul pianeta.
Alien - Contenitori di Nettare RealeÈ il sacro nettare della Regina, rubato dagli umani e posto in alcuni contenitori: distruggendoli, l'Alien li collezionerà.

## Modalità multigiocatore
Questa modalità, accessibile dal menù principale del gioco, richiede ovviamente una connessione ad internet veloce (richiesta anche per attivare il gioco creando un account gratuito sulla piattaforma di videogames Steam). È possibile scegliere di impersonare una delle tre specie e di giocare otto mappe (versione base del videogame) e sette modalità di gioco:
- Sopravvissuto (coop.): fino a un massimo di 4 marines in cooperativa cercheranno di sopravvivere contro ondate di alieni sempre più potenti.
- Partita Mortale: vince il giocatore che effettua un numero limite di uccisioni per primo o che effettua più uccisioni entro il limite di tempo.
- Caccia Predator: un giocatore impersona il predator, il marine che lo elimina diventa a sua volta il cacciatore (non è possibile impersonare l'alien).
- Partita Mortale Specie A Squadre: tre squadre, una formata da marines, una da alien e l'altra da predator si affrontano, vince la squadra che effettua per prima il n. limite di uccisioni o più uccisioni entro un tempo limite.
- Partita Mortale A Specie Miste: simile alla PM Specie A Squadre, ma i team sono soltanto 2 ed ognuno è composto da esemplari di tutte le specie.
- Infestazione: un giocatore impersona l'alien e gli altri sono marines. Quando un marine viene ucciso diventa un alien e aiuta i suoi nuovi compagni di squadra ad eliminare i marines rimasti (non è possibile impersonare il predator).
- Dominio: 2 squadre combattono per avere i punti di controllo sparsi per la mappa.

La modalità multigiocatore permette al giocatore di avanzare di grado tramite l'esperienza ottenuta nelle partite. Al raggiungimento di determinati livelli verranno sbloccati nuovi aspetti per le tre razze (in tal modo è possibile selezionare il "look" che piace di più) i quali costituiscono comunque un mero aspetto grafico e non influenzano la potenza del personaggio. Gli aspetti sbloccabili sono sette per il Marine e il Predator, cinque per l'Alien.

## Versioni
Oltre alla versione standard è disponibile anche una "Hunter Edition", contenente, oltre a tutte le caratteristiche della versione standard, i seguenti gadget: Toppa da manica con logo Weyland-Yutani, Stringifaccia (maschera in gomma), poster lenticolare in formato A6, Gioco completo in steel box, codice per scaricare 4 mappe inedite.

## Accoglienza
La rivista Play Generation lo classificò come il migliore titolo sparatutto del 2010.